# 流鐵
流鐵股份有限公司（日语：／ Ryūtetsu */?），簡稱流鐵，是專營日本千葉縣的流山線的鐵路有限公司。公司所在地為千葉縣流山市流山一丁目264，與流山線的終點站流山站相鄰。
業務以鐵路運輸為主。以前曾有貨運業務，但已停辦。此外僅有鐵路沿線小規模的不動產業務。營運的路線只有5.7公里長，但業務受到2005年開業的筑波快線影響，持續出現赤字。公司利用房地產業務彌補鐵路虧損以穩定盈利。

## 概要
原名總武流山電鐵（総武流山電鉄），於2008年8月1日改名為流鐵，所營運的總武流山線也更名為流山線。「流鐵」原本僅是簡稱，用於松戶站前的建築物（流鐵松戶大樓）及出租車業務，並非用於指稱鐵路路線。
流铁是小型的鐵路公司，成立以來持續保持獨立，並未成為任何鐵路公司的子公司，也沒有其他重要副業，甚至也不是日本民營鐵道協會的會員。
流铁最初是由沿線企業和居民興辦的「市民鐵路」，流山市也有出資。後來由原平和相互銀行的總武都市開發公司接管業務，也就是原公司名稱「總武流山電鐵」中「總武」的由來。由於流山市的出資比例甚低，流铁不被認為屬於第三部門鐵道。總武都市開發破產解散後，代表董事仍由原平和相互銀行的所有者小宮山家族派出，大部分股份仍屬小宮山家族控制的公司持有。
截至2015年，本路尚未開通電子交通票券（如PASMO和Suica），後續也未見導入計畫。

## 路線列表
| 記號 | 中文線名 | 日文線名 | 起點        | 終點        | 距離（公里） |
| ---- | -------- | -------- | ----------- | ----------- | ------------ |
| RN   | 流山線   |          | 馬橋（RN1） | 流山（RN6） | 5.7          |